# 白雪 (初代神風型駆逐艦)
|          |                                                                       |
| 艦歴     |                                                                       |
| 計画     | 明治37年度臨時軍事費                                                  |
| 起工     | 1905年3月24日                                                         |
| 進水     | 1906年5月19日                                                         |
| 就役     | 1906年10月12日                                                        |
| その後   | 1912年8月28日三等駆逐艦                                               |
| 除籍     | 1924年4月1日                                                          |
| 性能諸元 |                                                                       |
| 排水量   | 常備：381t 満載：450t                                                 |
| 全長     | 69.2メートル                                                          |
| 全幅     | 6.6メートル                                                           |
| 吃水     | 1.8メートル                                                           |
| 機関     | レシプロエンジン2基2軸、6,000hp                                       |
| 最大速力 | 29ノット                                                              |
| 航続距離 | 11ノット/850カイリ                                                    |
| 乗員     | 70人                                                                  |
| 兵装     | 80mm（40口径）単装砲 2門 80mm（28口径）単装砲 4門 450mm魚雷発射管 2門 |

白雪（しらゆき）は、大日本帝国海軍の駆逐艦で、神風型駆逐艦 (初代)の6番艦である。同名艦に吹雪型駆逐艦（特I型）の「白雪」があるため、こちらは「白雪 (初代)」や「白雪I」などと表記される。

## 艦歴
1905年（明治38年）2月15日、命名（製造番号第6号）。同年5月26日、三菱長崎造船所で起工。または、1904年6月20日起工。船番167。1906年（明治39年）5月19日進水。同月22日、駆逐艦に類別。同年8月6日、竣工。
第一次世界大戦では、青島の戦いに参加し、シンガポール方面の警備に従事。シベリア出兵時には沿海州の沿岸警備を行った。
1924年（大正13年）4月1日、除籍。

## 艦長
※『日本海軍史』第9巻・第10巻の「将官履歴」及び『官報』に基づく。
駆逐艦長
- 増田幸一 大尉：1906年8月30日 - 1907年9月28日
- 寺島宇瑳美 大尉：1907年9月28日 - 1908年1月10日
- 小倉卯之助 大尉：1908年1月10日 - 4月20日
- 戸名肱三郎 大尉：1908年4月20日 - 6月5日
- （兼）加賀山幾 大尉：1908年6月5日 - 7月11日
- （兼）中山友次郎 大尉：1908年7月11日 - 9月19日
- 戸名肱三郎 大尉：1908年9月19日 - 12月10日
- 吉田良鋭 大尉：1908年12月10日 - 1910年7月16日
- 荷村信夫 大尉：1910年7月16日 - 1912年4月1日
- 太田文次 大尉：1912年4月1日 -
- 白木豊 大尉：不詳 - 1913年1月8日
- （兼）田中千代太郎 大尉：1913年1月8日 - 1月27日
- 小松三郎 大尉：1913年1月27日 - 1913年5月24日
- 小川正冬 少佐：1913年5月24日 - 不詳
- 池田武義 少佐：不詳 - 1916年12月1日
- 太田増右衛門 大尉：1916年12月1日 - 1917年12月1日[9]
- 斎藤直彦 大尉：1917年12月1日[9] - 1918年12月1日[10]
- 柳原信男 大尉：1918年12月1日[10] - 1919年12月1日[11]
- 山田梅蔵 大尉：1919年12月1日[11] - 1922年4月8日[12]
- （兼）境澄信 大尉：1922年4月8日[12] - 5月30日[13]
- （兼）神山徳平 大尉：1922年5月30日[13] - 12月1日[14]
- 後藤伝治郎 大尉：1922年12月1日[14] - 1923年5月1日[15]
- （兼）帖佐敬吉 少佐：1923年5月1日[15] - 12月1日[16]